# Steven Luatua

a Compétitions nationales et continentales officielles uniquement.

b Matchs officiels uniquement.
Dernière mise à jour le 5 août 2024.
Steven Luatua, né le 29 avril 1991 à Auckland (Nouvelle-Zélande), est un joueur de rugby à XV néo-zélandais évoluant aux postes de troisième ligne aile, troisième ligne centre, ou encore deuxième ligne. Il évolue avec Bristol Rugby en Premiership depuis 2017. Il mesure 1,96 m pour 115 kg. Au niveau international, il représente la Nouvelle-Zélande entre 2013 et 2016, puis les Samoa depuis 2023.

## Carrière

### En club
Steven Luatua a fait ses débuts professionnels en 2010 avec la province néo-zélandaise d'Auckland en NPC.
En 2012, il est sélectionné pour faire partie de la franchise des Blues en Super Rugby et fait ses débuts contre les Lions le 12 mai 2012,. Profitant des blessures de joueurs tels que Jerome Kaino ou Chris Lowrey, il devient rapidement un élément majeur de sa franchise par ses qualités athlétiques et sa polyvalence.
En 2017, il décide de signer un contrat de deux saisons avec l'équipe de Bristol évoluant en deuxième division anglaise, le rendant ainsi inéligible avec les All Blacks, une décision qui est regrettée par le sélectionneur Steve Hansen,. Avec sa nouvelle équipe, il remporte le championnat dès sa première saison, et permet ainsi au club de remonter en Premiership la saison suivante. En 2020, il participe à la victoire de son équipe en Challenge européen, mais manque la finale gagnée face au RC Toulon à cause d'une blessure,. Il passe le cap des cents matchs disputés avec Bristol en novembre 2022.

### En équipe nationale
En 2010, il participe au Championnat du monde junior en Argentine avec l'équipe des Samoa des moins de 20 ans.
Il joue l'année suivante avec l'équipe de Nouvelle-Zélande des moins de 20 ans en lors du Championnat du monde junior 2011, qu'il remporte avec son équipe,.
En juin 2013, il est sélectionné par Steve Hansen pour jouer avec l'équipe de Nouvelle-Zélande. Il fait ses débuts en sélection le 22 juin 2013 contre l'équipe de France à New Plymouth.
Steven Luatua manque de participer à la Coupe du monde 2015 en raison d'une blessure à l'épaule.
En juin 2023, grâce à un changement de règle de la part de World Rugby, il est retenu pour la première fois avec les Samoa afin de préparer la Coupe du monde 2023. Il obtient sa première cape avec sa nouvelle équipe le 29 juillet 2023 contre les Fidji. Le 6 août 2023, il est annoncé au sein du groupe définitif pour participer au Mondial en France. Il joue les quatre matchs de son équipe lors de la compétition, tous en tant que titulaire.

## Palmarès

### En club et province
- Vainqueur du RFU Championship en 2018 avec Bristol.
- Vainqueur du Challenge européen en 2020 avec Bristol.

### En équipe nationale
- Champion du monde junior en 2011 avec l'équipe de Nouvelle-Zélande des moins de 20 ans.
- Vainqueur du Rugby Championship en 2013 et 2014.

## Statistiques

### En équipe nationale
Au 23 septembre 2024, Steven Luatua compte 15 cape en équipe de Nouvelle-Zélande, dont 7 en tant que titulaire, depuis le 22 juin 2013 contre l'équipe de France à New Plymouth. Il inscrit 2 essais (10 points). 
Avec les All Blacks, il a participé à deux éditions du Rugby Championship, en 2013 et 2014. Il dispute huit rencontres dans cette compétition. 